# Xã Symmes, Quận Hamilton, Ohio
Xã Symmes (tiếng Anh: Symmes Township) là một xã thuộc quận Hamilton, tiểu bang Ohio, Hoa Kỳ. Năm 2010, dân số của xã này là 14.683 người.